# مطار ميونخ ذو المسؤولية المحدودة
شركة مطار ميونخ ذو المسؤولية المحدودة (أف أم جي)، ومقرها في ميونيخ ، هي المشغل لمطار ميونيخ . يشغل جوست لامرز منصب الرئيس التنفيذي ورئيس مجلس الإدارة منذ 1 يناير 2020. ناتالي لوروي مسؤولة عن التمويل والبنية التحتية. اعتبارًا من 1 نوفمبر 2021، سيكون جان هنريك أندرسون مسؤولاً عن الشؤون التجارية والأمن. ألبرت فوراكر هو رئيس مجلس الإشراف.

## الأدب
Aspach, Ingo (1999). Wie im Flug (بالألمانية). Piper. ISBN:978-3-492-04071-6.